# Celso Oliveira
Celso Dias de Oliveira Júnior (São Paulo, 28 de octubre de 1988) es un deportista brasileño que compitió en piragüismo en la modalidad de aguas tranquilas. Ganó tres medallas en los Juegos Panamericanos en los años 2011 y 2015.

## Palmarés internacional
| Juegos Panamericanos | Juegos Panamericanos | Juegos Panamericanos | Juegos Panamericanos |
| Año                  | Lugar                | Medalla              | Competición          |
| -------------------- | -------------------- | -------------------- | -------------------- |
| 2011                 | Guadalajara (México) | Medalla de bronce    | K4 1000 m            |
| 2015                 | Toronto (Canadá)     | Medalla de plata     | K4 1000 m            |
| 2015                 | Toronto (Canadá)     | Medalla de bronce    | K2 1000 m            |